# Artur Lemba
 (décembre 2021).
Pour les articles homonymes, voir Lemba.
Artur Lemba, né le 24 septembre 1885 à Tallinn et mort le 21 novembre 1963 dans la même ville, est un compositeur estonien, pianiste et l'une des principales figures de la musique classique estonienne. Avec son frère Theodor (1876-1962), il fut le premier pianiste professionnel d'Estonie à se produire à l'étranger. Avec Sabrina en 1905, il fut le premier Estonien à composer un opéra puis le premier  à composer une symphonie avec sa Première symphonie en 1908.

## Biographie
Artur Lemba a appris le piano auprès de son frère Theodor Lemba (1876-1962). En 1899, suivant les pas de son frère, il entre au Conservatoire de Saint-Pétersbourg et étudie le piano dans les classes de Carl van Arck, V. Tolstov et I. Borovka. Il étudie la composition auprès de Nikolaï Soloviev et la théorie musicale auprès de Alexandre Liadov, Alexandre Glazounov et Nikolaï Rimski-Korsakov. 
En 1908, il sort diplômé et reçoit la médaille d'or au piano et la médaille d'argent en composition ainsi que le prix Anton Rubinstein (un piano Schröder). À sa cérémonie de diplôme, Artur Lemba interprète son Premier concerto pour Piano. 
Il enseigne le piano au Conservatoire de Saint-Pétersbourg et y devient professeur en 1915. 
En 1910, Artur Lemba participe au concours de piano Anton Rubinstein et termine parmi les huit finalistes aux côtés d'Arthur Rubinstein et Edwin Fischer. 
Il enseigne et donne des concerts à Saint-Pétersbourg jusqu'en 1920. 
Retournant ensuite en Estonie devenue indépendante, Lemba travaille en tant que professeur de piano et finit par prendre la tête de la section piano du Conservatoire de Tallinn et compte notamment parmi ses étudiants Elsa Avesson, Olav Roots, Villem Reimann, Veera Lensin, Kirill Raudsepp. En plus de se produire dans son pays, il poursuit les représentations à l'étranger en URSS à Moscou, Leningrad et Odessa, en Lettonie à Riga, en Suède à Stockholm, à Helsinki en Finlande ou encore à Budapest en Hongrie.

## Œuvre
Le Premier concerto pour Piano en sol majeur (1905) est probablement l'œuvre la plus connue d'Artur Lemba en raison de sa mélodie marquante. Son Poème d'amour pour violon et piano (1916) est également populaire au sein du répertoire pour violon. 
Lemba a composé dans quasiment chaque genre avec deux symphonies, trois ouvertures, quatre opéras, trois cantates, de la musique de chambre pour différentes formations et trente œuvres pour chœur. Pour le piano, Artur Lemba a composé cinq concertos, deux sonates, deux sonatines, deux préludes et plus de vingt études.